# Neu Lübbenau
Neu Lübbenau (dnłuż. Nowy Lubnjow) – część (Ortsteil) niemieckiej gminy Unterspreewald, w kraju związkowym Brandenburgia, w powiecie Dahme-Spreewald, w urzędzie Unterspreewald, położona na wschód od centrum gminy.